# Gabriele Canelli
Gabriele Canelli (Casalvecchio di Puglia, 4 dicembre 1879 – Roma, 19 aprile 1937) è stato un giurista italiano.

## Biografia
Fu consigliere e presidente della deputazione provinciale della Capitanata per il mandamento di Castelnuovo della Daunia di cui era originario; più volte deputato, e nel 1935 fu sottosegretario di Stato alla bonifica integrale. 
Si adoperò per valorizzare Castelnuovo, anche grazie alla collaborazione dell'architetto Giandomenico Romano per migliorarne la funzionalità con interessanti opere pubbliche, come l'acquedotto, il muraglione antifrana, l'edificio scolastico; a lui si deve anche la valorizzazione dell'acqua "Cavallina" che nel 1936 fu scientificamente analizzata dall'Università di Roma, classificandola fra le acque minerali. In sua memoria è stata intitolata una piazza.